# 戴建岗
戴建岗（1962年5月—），江苏常熟人，运筹学领域学者，国际数学统计学会（IMS）会士、运筹与管理科学学会（INFORMS）会士。1978年至1985年就读于南京大学数学系，获学士及硕士学位；1990年获斯坦福大学博士学位。现任美国康奈尔大学运筹学与信息工程学院Leon C. Welch讲座教授、香港中文大學（深圳）數據科學學院院长，曾任教于佐治亚理工学院，亦担任过新加坡国立大学James Riley杰出访问教授、清华大学经济管理学院特聘教授，为迄今为止唯一获得ACM SIGMETRICS 成就奖的华人。